# إمبايرس أند ألايس (لعبة فيديو 2015)
إمبايرس أند ألايس (بالإنجليزية: Empires & Allies)‏ هي لعبة فيديو استراتيجية من تطوير ونشر زينغا، صدرت في 5 مايو 2015 وتعمل على أجهزة أندرويد وآي أو إس.